# Yasser al-Habib
El Sheij Yasser al-Habib (en árabe: الشيخ ياسر الحبيب, nacido en 1979) es un clérigo musulmán chiita y dirigente del movimiento religioso Khoddam al-Mahdi. Es conocido por ser el guionista de la película The Lady of Heaven (La señora del paraíso, en español) y sus debates y controversias con figuras sunitas.

## Biografía
El Sheij al-Habib proviene de una familia religiosa kuwaití de ascendencia iraní. Estudió durante su infancia en las escuelas públicas de Kuwait y posteriormente se graduó en la Facultad de Ciencias Políticas de la Universidad de Kuwait. Además, ha confirmado estudiar las ciencias islámicas tradicionales como aprendiz del Ayatolá Mohammed Reza Shirazi.

### Encarcelamiento
El 20 de enero de 2004, al-Habib fue condenado a 10 años de prisión por “cuestionar la conducta e integridad de algunos compañeros del Profeta Muhammad” en una conferencia que él mismo presidió.

### Exilio
Debido a un error, fue brevemente liberado y escapó a Irak y después a Irán. Consiguió finalmente asilo en Reino Unido, donde reside desde entonces.

## Obras[5]
- El otro rostro de Aisha (كتاب الفاحشة: الوجه الآخر لعائشة).
- El asesinato de Muhassin (المقتل محسن).
- Resolviendo el problema (حل الإشكال).
- El Estado pacífico (دولة الأكرام).
- Las nueve introducciones (التوطئات التسع).
- El juicio del segundo tirano: Umar ibn al-Jattab (محاكمة الطاغية الثاني).
- La liberación del individuo chiíta (تحرر الإنسان الشيعي).
- El velo de Alá (حجاب الله).
- El credo de los predecesores (اعتقاد الأوائل).
- Las normas de rezar sentado (حكم الصلاة على الكرسي).